# Колесник, Елена Александровна
Елена Александровна Колесник (род. 2 ноября 1990 года, Одесса, Украина) — украинский боец ММА, боксер, кикбоксер. Мастер спорта Украины по боксу. Мастер спорта Украины по тайскому боксу. Общественный деятель.

## Спортивная карьера

### Бокс
- Чемпионат Украины по боксу 2012 г. —
- Международный турнир по боксу им. С. Б. Трестина 2012 г. —
- Чемпионат Украины по боксу 2013 г. — [2]
- Чемпионат Украины по боксу 2014 г. — [3][4]
- Кубок Украины по боксу 2014 г. — [5]
- Кубок Украины по боксу 2015 г. — [6]

### Тайский бокс
Чемпионка Украины по тайскому боксу 2010 г.
Чемпионка Кубка Украины по тайскому боксу 2010 г., 2011 г., 2014 г.
Финалистка Чемпионата Европы по тайскому боксу 2011 г.
Бронзовый призёр Чемпионата Мира по тайскому боксу 2015 г. .

### Кикбоксинг
Чемпионка Кубка Мира по кикбоксингу 2011 г. (WAKO).

### Карате
Чемпионка Украины по карате 2015 г.

### Смешанные боевые искусства
Первый бой на профессиональном ринге провела 05 марта 2016 года в городе Нинбо, Китай, на турнире WBK, одержав победу техническим нокаутом в первом раунде.
Второй бой на профессиональном ринге провела в городе Нинбо, Китай, на турнире WBK-15, против китаянки Сяоминг Ванг, и одержала победу во втором раунде удушающим приемом.
Осенью 2015 года была приглашена в США в качестве спарринг-партнера Ронды Раузи, одной из лучших бойцов ММА в мировом рейтинге вне весовых категорий, где провела несколько месяцев.
Статистика боёв:.

## Статистика выступлений в MMA
| Боёв 14  | Побед 9 | Поражений 5 |
| -------- | ------- | ----------- |
| Нокаутом | 4       | 2           |
| Сдачей   | 1       | 2           |
| Решением | 4       | 1           |

| Результат | Рекорд | Соперник         | Способ                                       | Турнир                             | Дата             | Раунд | Время | Место                               | Примечание |
| --------- | ------ | ---------------- | -------------------------------------------- | ---------------------------------- | ---------------- | ----- | ----- | ----------------------------------- | ---------- |
| Победа    | 9-5    | Йоко Хигаши      | Единогласное решение                         | PFL 5: сезон 2023                  | 16 июня 2023     | 3     | 5:00  | Атланта, Джорджия, США              |            |
| Победа    | 8-5    | Аспен Лэдд       | Решение большинства                          | PFL 2: сезон 2023                  | 7 апреля 2023    | 3     | 5:00  | Лас-Вегас, Невада, США              |            |
| Поражение | 7-5    | Лариса Пачеко    | Технический нокаут(удары)                    | PFL 9: сезон 2022                  | 20 августа 2022  | 2     | 2:09  | Лондон, Англия, Великобритания      |            |
| Победа    | 7-4    | Ванесса Мело     | Единогласное решение                         | PFL 6: сезон 2022                  | 1 июля 2022      | 3     | 5.00  | Атланта, Джорджия, США              |            |
| Победа    | 6-4    | Абигейл Монтес   | Раздельное решение                           | PFL 3: сезон 2022                  | 6 мая 2022       | 3     | 5.00  | Арлингтон, Техас, США               |            |
| Поражение | 5-4    | Лариса Пачеко    | Нокаутом (удар)                              | PFL 6: сезон 2021                  | 25 мая 2021      | 1     | 4:48  | Атлантик-Сити, Нью-Джерси, США      |            |
| Поражение | 5-3    | Тейлор Гуардадо  | Единогласное решение                         | PFL 3: сезон 2021                  | 6 мая 2021       | 3     | 5:00  | Атлантик-Сити, Нью-Джерси, США      |            |
| Поражение | 5-2    | Фелисия Спенсер  | Болевой (Удушение сзади)                     | Invicta FC 30: Фрей vs. Грусандер  | 21 июля 2018     | 2     | 1:47  | Канзас-Сити, Миссури, США           |            |
| Поражение | 5-1    | Пэм Соренсон     | Болевой (Рычаг локтя)                        | Invicta FC 24: Дудиева vs. Борелла | 15 июля 2017     | 1     | 3:12  | Канзас-Сити, Миссури, США           |            |
| Победа    | 5-0    | Татьяна Портнова | Технический нокаут (удары ногами и коленами) | Tech-Krep FC Prime Selection 13    | 7 апреля 2017    | 1     | 0:25  | Нальчик, Кабардино-Балкария, Россия |            |
| Победа    | 4-0    | Чжэнлинь Лиу     | Сдача (удары кулаками)                       | WBK 19 - The Battle of Proof       | 10 сентября 2016 | 1     | 0:25  | Нинбо, Чжэцзян, Китай               |            |
| Победа    | 3-0    | Сяоминь Ван      | Болевой (удушение)                           | WBK 15 - Ningbo                    | 9 июня 2016      | 2     | 0:43  | Нинбо, Чжэцзян, Китай               |            |
| Победа    | 2-0    | Джынг Сун        | Техниеский нокаут (удары коленами)           | WBK 11 - Call of Duty              | 5 марта 2016     | 1     | 2:03  | Нинбо, Чжэцзян, Китай               |            |
| Победа    | 1-0    | Юлия Друктейните | Технический нокаут (удары кулаками)          | RFP 19 - Wolf Fighting Club 4      | 24 октября 2014  | 1     | 0:48  | Дубно, Ровненская область, Украина  |            |

## Общественная деятельность
Елена Колесник 25 октября 2020 года в составе избирательного списка политической партии "Слуга Народа" приняла участие в выборах в Одесский городской совет.